# Dittmannsdorf (Reichenbach/O.L.)
Dittmannsdorf (obersorbisch Dytmarjecy) ist ein Ortsteil der Stadt Reichenbach/O.L. im Landkreis Görlitz in der sächsischen Oberlausitz. Bis zur Eingemeindung am 1. Januar 1994 war Dittmannsdorf eine eigenständige Gemeinde.

## Lage
Dittmannsdorf liegt in der Oberlausitz, rund elf Kilometer nordöstlich von Löbau, 14 Kilometer südsüdwestlich von Niesky und westlich von Görlitz sowie 24 Kilometer östlich von Bautzen. Umliegende Ortschaften sind Lehnhäuser im Norden, Hilbersdorf im Nordosten, Biesig im Südosten, Borda im Süden, Schöps im Südwesten, Meuselwitz im Westen und Krobnitz im Nordwesten.
Dittmannsdorf liegt an der Staatsstraße 124, etwa zweieinhalb Kilometer südlich befindet sich die Bundesstraße 6. Östlich von Dittmannsdorf liegt der Fluss Nietsche.

## Geschichte
Dittmannsdorf wurde im Jahr 1280 als Dithmarstorf erstmals urkundlich erwähnt, die heutige Ortsnamensform taucht 1791 erstmals auf. Der Ortsname geht auf den Personennamen Dietmar zurück. Dittmannsdorf ist als relativ kurzes Waldhufendorf angelegt und erstreckt sich entlang der heutigen Staatsstraße 124. Das Rittergut im Ort wurde 1591 ersterwähnt. Besitzer des Gutes waren unter anderem die Familien von Fürstenau, von Gersdorff und von Nostitz. Seit der Reformation gehört Dittmannsdorf kirchlich zu Reichenbach. Im 16. Jahrhundert wurde das erste Herrenhaus im Ort errichtet, dieses brannte 1725 ab. In der folgenden Zeit kam es zum Bau des heutigen Schlosses.
Im Jahr 1777 lebten 16 Gärtner und fünf Häusler in Dittmannsdorf. Nach der auf dem Wiener Kongress beschlossenen Teilung des Königreiches Sachsen wurde das Dorf preußisch, seit 1816 lag Dittmannsdorf im Landkreis Görlitz des Regierungsbezirks Liegnitz in der Provinz Schlesien. 1825 hatte Dittmannsdorf 163 Einwohner, bei der Volkszählung am 1. Dezember 1871 lag die Einwohnerzahl bei 177. Bei der Bildung der Amtsbezirke im Jahr 1874 wurden die Landgemeinde und der Gutsbezirk Dittmannsdorf dem Amtsbezirk Meuselwitz zugeordnet. Am 1. Dezember 1910 hatte Dittmannsdorf 172 Einwohner, davon 120 in der Landgemeinde und 52 im Gutsbezirk. Bei der Auflösung der Gutsbezirke im Jahr 1928 wurde der Gutsbezirk Dittmannsdorf in die Landgemeinde eingegliedert. 1939 hatte die Gemeinde Dittmannsdorf 141 Einwohner.
Nach dem Ende des Zweiten Weltkrieges wurde Dittmannsdorf Teil der Sowjetischen Besatzungszone. Die Gutsherren wurden enteignet und die landwirtschaftliche Nutzfläche auf Neubauern verteilt, die letzten Gutsbesitzer durften allerdings das Schloss weiterhin bewohnen. Der Landkreis Görlitz wurde 1947 aufgelöst und die Gemeinde Dittmannsdorf gehörte zwischenzeitlich zum Landkreis Weißwasser-Görlitz (ab 1948 Landkreis Niesky). 1949 entstand aus der Sowjetischen Besatzungszone die DDR. Am 1. Juli 1950 wurde Biesig nach Dittmannsdorf eingemeindet. Die Einwohnerzahl der Gemeinde lag in diesem Jahr bei 416, was jedoch zum Teil auch noch auf im Ort untergekommene Heimatvertriebene aus den deutschen Ostgebieten zurückzuführen war. Bei der Gebietsreform am 25. Juli 1952 wurde die Gemeinde Dittmannsdorf dem Kreis Görlitz-Land im Bezirk Dresden zugeordnet.
Zum Zeitpunkt der Wiedervereinigung hatte die Gemeinde Dittmannsdorf 241 Einwohner. Am 1. Januar 1994 wurde Dittmannsdorf nach Reichenbach/O.L. eingemeindet. Bei der sächsischen Kreisreform im gleichen Jahr wurde der Ort dem Niederschlesischen Oberlausitzkreis zugeordnet, seit der erneuten Kreisreform 2008 gehört Dittmannsdorf zum Landkreis Görlitz.